# ولادیسلاو تی بندا
ولادیسلاو تئودور "دبلیو تی" بندا (زاده ۱۵ ژانویه ۱۸۷۳- درگذشته ۳۰ نوامبر ۱۹۴۸) یک نقاش، مصور و طراح لهستانی بود.

## زندگی شخصی
ولادیسلاو تا پایان عمر خود در نیوآرک ساکن شد. بعد از آن او با رومولا کمفیلد ازدواج می کند و بعدها صاحب ۲ فرزند دختر به نام‌های الئونورا و باسیا می شود که هر دوی آنان هنرمند بودند.